# Интерферон бета-1a
Интерферон бета-1a (лат. interferon beta-1a, также interferon β-1a и interferon beta-1-alpha) — противовирусный лекарственный препарат из семейства интерферонов, применяемый в виде инъекций для изменения течения рассеянного склероза. Производится из клеток млекопитающих, в то время как схожий с ним интерферон бета-1b — в культуре кишечной палочки. 
Выпускается различными фармацевтическими компаниями под коммерческими названиями Авонекс (Avonex), Ребиф (Rebif), Генфаксон (Genfaxon) и СинноВекс (CinnoVex).

## Описание вещества
Рекомбинантный человеческий интерферон (ИФН бета-1а), полученный методом генной инженерии с использованием культуры клеток яичника китайского хомячка. Последовательность аминокислот в молекуле интерферона бета-1а идентична таковой эндогенного человеческого интерферона бета.

## Показания к применению
Амбулаторное лечение больных рассеянным склерозом (для снижения частоты и тяжести обострений и замедления прогрессирования инвалидизации). Используется при ремитирующем течении заболевания и при вторичном прогрессировании при сохранении обострений. В ряде стран используется при клинически изолированном синдроме (КИС) для предупреждения развития достоверного рассеянного склероза.

## Клинические испытания
Поскольку имеются данные, свидетельствующие о том, что недостаточное образование интерферона бета-1a в клетках легких у пожилых людей может приводить к их повышенной восприимчивости к таким респираторным вирусным инфекциям как SARS-CoV-2 и MERS-CoV, восполнение дефицита этого интерферона может защитить от тяжелых последствий этих болезней. Компания Synairgen начала клинические испытания препарата SNG001, специальной ингаляционной рецептуры интерферона бета-1a на пациентах с COVID-19.
Согласно публикации журнала The Lancet Respiratory Medicine от 18.10.2021 о результатах исследования эффективности против коронавирусной инфекции, доказана неэффективность интерферона бета-1а при лечении коронавируса.
При этом в ходе исследования применение интерферона бета-1а привело к осложнениям и побочным эффектам.
В исследовании Adaptive COVID-19 Treatment Trial 3 (ACTT-3) c августа по ноябрь 2020 года приняли участие пациенты 63 больниц. Большинство из них находились в США — 56, по две — в Мексике, Сингапуре и Южной Корее, еще одна — в Японии. В исследование включались люди с подтвержденным ПЦР-тестом на коронавирусную инфекцию, которые либо имели свидетельства заражения нижних дыхательных путей, либо необходимость дополнительного притока кислорода.
969 пациентам, чей средний возраст составил 58 лет, случайно в одинаковой пропорции назначалась либо терапия интерфероном бета-1а и противовирусным препаратом ремдесивиром, либо комбинация из ремдесивира и плацебо. Каждый день 487 пациентам из экспериментальной группы подкожно вводили до четырех доз интерферона по 44 микрограмма. Всем пациентам также внутривенно вводили по 100-200 миллиграммов ремдесивира. Состояние больных исследователи отслеживали на протяжении 30 дней, наблюдая также и выписанных пациентов. Главным параметром эффективности считалось время, необходимое на выздоровление от COVID-19.
В сентябре 2020 года из исследования исключили пациентов с тяжелым протеканием COVID-19, требовавшим высокопоточной оксигенотерапии или ИВЛ. Выяснилось, что у таких людей прием интерферона увеличивает риск осложнений и тяжелых исходов.
Шансы на клиническое улучшение к 14-му дню после начала терапии у обеих групп оказались равными. Более того, у тяжелых пациентов в экспериментальной группе они были хуже по сравнению с группой плацебо. Также не наблюдалось разницы во времени, требуемом для выздоровления (пять дней), времени, на протяжении которого пациентам требовался дополнительный кислород, и в доле пациентов, которым потребовалась ИВЛ. В то время как из экспериментальной группы умер 21 пациент, из группы плацебо скончались 16. У 15 процентов пациентов проявились и побочные эффекты — в частности, расстройство дыхания.

## Противопоказания
- тяжелая депрессия и/или суицидальные идеи;
- эпилепсия в случае отсутствия эффекта от применения соответствующей терапии;
- беременность;
- лактация;
- детский и подростковый возраст до 16 лет;
- повышенная чувствительность к эндогенному или рекомбинантному интерферону бета, сывороточному альбумину человека или к другим компонентам препарата;
- тяжелое протекание COVID-19.